# Louteiro
Louteiro  ist ein Weiler in der Gemeinde Vegadeo der autonomen Region Asturien in Spanien.

## Geographie
Louteiro hat 30 Einwohner (2020) auf einer Fläche von 9,79 km². Der nächstgrößere Ort ist Vegadeo, der 2,4 Kilometer entfernte Hauptort der gleichnamigen Gemeinde. Der Weiler gehört zur Parroquia Vegadeo.

## Klima
Angenehm milde Sommer mit ebenfalls milden, selten strengen Wintern. In den Hochlagen können die Winter durchaus streng werden.

## Sehenswertes
- Casa Villamil
- Reserva Natural Parcial de la Ría del Eo (Naturpark)